# Ceratozamia mixeorum
Ceratozamia mixeorum J.Chemnick, T.J.Gregory & S.Salas-Morales, 1997 è una pianta appartenente alla famiglia delle Zamiaceae, endemica del Messico.
L'epiteto specifico è un omaggio al popolo Mixe, un popolo nativo che abita le alture orientali dello stato messicano di Oaxaca.

## Descrizione
È una cicade pachicaule con fusto in parte sotterraneo, lungo 30–130 cm; negli esemplari adulti forma talora ramificazioni sotterranee.
Le foglie, da 5 a 11, arcuate, lunghe 150–200 cm, sono disposte a corona all'apice del fusto e sono sorrette da un picciolo lungo 45–85 cm, moderatamente spinoso; sono composte da 25-36 paia di foglioline lanceolate, di consistenza coriacea, prive di venatura centrale.
È una specie dioica, che presenta coni maschili conici, giallo-verdastri, lunghi 22–24 cm, peduncolati, con microsporofilli lunghi 7–8 mm, e coni femminili cilindrici, lunghi 23–30 cm e larghi 12–15 cm, con macrosporofilli lunghi 2,5–3 cm e larghi 4–5 cm; sia gli sporofilli maschili che quelli femminili presentano all'apice le caratteristiche protuberanze cornee tipiche del genere Ceratozamia.
I semi sono ovoidali, lunghi 25–32 mm, ricoperti da un tegumento di colore da bianco-crema a bruno.

## Distribuzione e habitat
L'areale di questa specie è ristretto alle alture della Sierra Norte de Oaxaca (detta anche Sierra Mixe), una zona aspra e remota situata a nord-est della città di Oaxaca, che fa parte della catena della Sierra Madre Occidentale..
Il suo habitat è la foresta tropicale montana, con predilezione per i pendii ombreggiati, ad altitudini comprese tra 1400 e 1900 m.

## Conservazione
Per la ristrettezza del suo areale (circa 25 km²) ed il declino registrato dalla popolazione nelle ultime due generazioni,  la IUCN Red List classifica C. mixeorum come specie in pericolo di estinzione (Endangered).
La specie è inserita nella Appendice I della Convention on International Trade of Endangered Species (CITES)